# شونزيه
شون زي (بالألمانية: Schönsee) هي بلدة ألمانية تقع في ألمانيا في Schwandorf (district).